# ウィリー・デービス (野球)
ウィリアム・ヘンリー・デービス（William Henry Davis, 1940年4月15日 - 2010年3月9日）は、アメリカ合衆国アーカンソー州ハワード郡出身の元プロ野球選手（外野手）。
メジャーでは「コメット」、日本プロ野球では「黒豹」と呼ばれた。
創価学会員でもあり、来日については「創価学会の発祥の地である日本でなら、きっと居心地よく暮らすことができるに違いない、と思ったに違いない」という見方があるほどであった。題目を唱えて精神を集中させることを日課としていたという。

## 来歴・人物
アーカンソー州出身であるが、学生時代に家族でカリフォルニア州ロサンゼルスに転居。ルーズベルト高校時代は野球の他に陸上競技でも活躍し、短距離走では100ヤードダッシュは9秒5、走り幅跳びで7m75というロサンゼルス市記録を樹立。1960年のローマ五輪出場も夢見た1級のスプリンターであったが、1958年にケニー・マイヤーズにスカウトされ、地元のロサンゼルス・ドジャースと契約。右打ちであったのを、一塁まで近いということで左打ちに矯正したが、マイナー時代の過酷な練習の姿は「ウィリー・デービス物語」という16mmの記録映画となり当時、「ドジャースの戦法」を導入中であった1960年代の巨人も映写会で参考にした。1960年にメジャーデビューを果たすと、程なく、後にアメリカ野球殿堂入りするベテランの強打者デューク・スナイダーから中堅手の定位置を奪い、快速で鳴らしたモーリー・ウィルスと共に活躍。1962年には自己最高の21本塁打を記録し、1964年には自己最高の42盗塁を記録。1969年には34試合連続安打を記録し、ザック・ウィートが1916年に樹立したドジャースの球団記録を更新すると、自己最高の打率.311を記録。1971年と1973年はMLBオールスターゲームに出場し、1972年も併せ、3年連続でゴールドグラブ賞にも選ばれた。本来は俊足で守備範囲も広かったが、1966年のワールドシリーズ第2戦では1イニング3失策を記録。これは、ポジションを問わずワールドシリーズのワースト記録となっている。この試合は後にアメリカ野球殿堂入りする31歳のサンディー・コーファックス（ドジャース）と21歳のジム・パーマー（オリオールズ）の投げ合いとなったが、シリーズはオリオールズが4勝0敗で制し、結果的にこのシーズン限りで引退したコーファックスにとって最後の登板になった。1973年オフにマイク・マーシャルとの交換トレードでモントリオール・エクスポズへ移籍するが、以後は移籍の繰り返しとなる。エクスポズではリリーフであったマーシャルは1974年にサイ・ヤング賞を受賞したが、デービスは打率.295を記録しながら、エクスポズは1シーズン限りで、同年オフにはテキサス・レンジャーズに移籍。レンジャーズでは僅か42試合出場で打率.249を記録、1975年シーズン途中にはセントルイス・カージナルスに移籍し、1976年にはサンディエゴ・パドレスに移籍して1シーズンプレー。
1977年に中日ドラゴンズへ入団。来日当時MLB通算2547安打、通算397盗塁を誇り、これは来日メジャーリーガーの中で最多安打、最多盗塁である（安打数についてはフリオ・フランコがMLB復帰後に通算2586本まで記録を伸ばしている）。当時すでに36歳ではあったが、前年もパドレスのスタメン外野手として141試合に出場。全盛期を過ぎてはいたものの、肉体的な衰えはほとんどなかった。空港に姿を現すまで、自らスーツ姿で出迎えた与那嶺要監督ですら、本当にやって来るのか不安に思っていたというくらいの超大物であった。
来日後のオープン戦では中途半端な打撃で自ら交代を申し出たりして「これが大リーガーなのか」と失望させたが、開幕後はメジャーの実力を発揮し、4月19日の広島戦（岡山県営）で渡辺弘基から初本塁打を放つ。さらに、5月14日の巨人戦（ナゴヤ）では3-2と中日リードで迎えた7回裏二死満塁、高橋善正の後を継いだ西本聖から60歩13秒のランニング満塁本塁打を放つ快足を披露している。デービスは2ストライクから西本が渾身の力を込めて投じた3球目のストレートをジャストミートして振り抜くと、ライナー性の打球は右翼方向へグングン伸びて、右翼手の二宮至は背走しながらジャンプして捕球を試みたが、打球はその上をかすめてフェンスを直撃。二宮は及ばずに転倒し、大きくグラウンドに跳ね返り、ドラゴンズファンで埋まった右翼席はお祭り騒ぎとなった。慌てて二宮のカバーに入った中堅手の柴田勲がボールを拾い中継の一塁手・王貞治に送球した。打球の速さもさることながら、塁間を9歩で疾走。打球がフェンスに当たった時点ですでに二塁付近にいたが、そこからさらに加速。三塁を蹴って、ヘルメットを飛ばしながら、迷わず本塁へ突進。正確には一歩が長い状態で塁間を13歩で走り抜けたが、特に二塁を回ってからはあっという間で、前を走る高木守道は「二死だから全速力で走ったけど、振り返ったらすぐ後ろにいた」と慌てて本塁を駆け抜けた。ナゴヤ球場は三塁打も出にくい狭い球場であったが、デービスは滑り込みもせず「スタンディング」でのランニング本塁打を達成。試合終了後には「何をそんなに騒ぐんだい。オレは大リーグで（ランニング本塁打を）10回くらいやっているんだぜ。驚くことはないさ。でも、満塁では初めてだな」と取り囲んだ報道陣に左目でウインクをしながらしてやったりの表情を見せ、開幕シリーズの後楽園で巨人に2連敗した中日は、デービスの一撃で巨人戦で1977年初勝利を挙げた。デービスはその5日後の同19日の阪神戦（甲子園）で快足を飛ばし中前二塁打を記録し、本領を発揮し始めたデービスに各球団は目を光らせるようになった。活躍度が増すにつれて周囲の評価も「打率3割、20本塁打は確実」と開幕前とは一変し、与那嶺も「大リーグ時代と比べると足は多少衰えたのは事実だが打率・本塁打は期待に応えてくれるだろう」と目を細めた。
7月には打率.357、10本塁打、21打点で月間MVPに選出されるなど活躍したが、チームは開幕から低迷を続ける。ドジャースでは主将を務めたこともある安打製造機であったが、来日後はチームメイトや首脳陣と頻繁にトラブルを起こすなど素行に問題があり、春のキャンプでは毎朝7時から30分間、読経してチームメイトの安眠を妨げた。ロッカールームでも必ず読経の時間があり、お経のカセットテープをラジカセから流した。ロッカーが隣であった大島康徳は後に「あああ、アイツね……。いたいた!うるさかったなあ」と振り返っている。全体練習は一度も参加せず、練習後の風呂を一番で入り、終わると他の選手が入っていないにもかかわらず、栓を抜いてしまう。名古屋で外食すれば「俺の顔を知っているかい」と言って、相手が「デービスさんですか」と答えると、ニッコリ笑って代金を払わず店を出た。球団事務所はデービスのツケの請求書が瞬く間に山積みとなった。試合で出塁すれば相手の投手に向かって奇声を上げ、舌まで出して愚弄。サインを無視して勝手にプレーするため、ドラゴンズベンチは作戦が立てられず、さらには与那嶺を完全に見下していた。日本投手の変化球攻めに苦しむデービスに、与那嶺がアドバイスしたところ、デービスは「オレを誰だと思っているんだ。オレはウィリー・デービスだ!」と与那嶺を一喝した。当時4番のジーン・マーチンはメジャー経験はほとんどなく、浜松キャンプに合流したデービスの下へマーチンは恐る恐る挨拶に行った。デービスに食事を誘われるも断ったところ、デービスは「てめえ、俺の言うことが聞けねえのか!」と烈火の如く怒った。以来、マーチンは恐れおののきデービスに近寄れなくなったばかりか、バッティングの調子も完全に崩してしまい、スランプに陥ってしまう。チームの和を乱すスタメンからいつ外そうか、いつ外そうかと首脳陣が思案していた最中の月間MVP獲得に「すごく嬉しい。こんなにいい成績だったのは、チームのために頑張ったからだ」とデービスは上機嫌であったが、メンバーから外す口実のなくなった与那嶺は逆にガックリした。
しかし、喜びも束の間、月間MVP受賞が決まった8月2日の広島戦（広島市民）の4回、センターに大きく飛んだ三村敏之の飛球を追った際にフェンスに激突して左手首を骨折。フェンス際でシングルキャッチした際によろけた体を左手で支えようとした時に起きたもので、そのまま戦線離脱し、ハワイに帰り療養することになった。これがきっかけで5位に低迷していたチームが好調になり、8月は5連勝を含む15勝7敗2分で4位に浮上。デービスがいない間、2年目の田尾安志、トレード問題で出遅れた藤波行雄の両外野手が活躍したほか、マーチンの打撃も復活して大爆発し、じわじわと順位を上げて最終的にはAクラス3位で閉幕。「デービスがいない方が勝てる」という意見は誰しもが一致したものとなり、シーズンオフに中日首脳はデービスが在籍することによるマイナス面が大きすぎるとして放出を決定。話題性で観客動員につなげようとしたクラウンライターライオンズが獲得の意思を示し、無償に近い金銭トレードで移籍。
クラウンに移籍した1978年も主に3番打者として127試合に出場して活躍したが、チームの結果にはつながらず、中日時代と同様の素行不良に悩まされ1年で退団。島原春季キャンプでは在来線とフェリーを乗り継ぎ、約4時間、片道1220円で島原まで行った。この風変わりな移動にデービスは大はしゃぎし、吊り革を握って立つと、車窓に映る景色を堪能。英語が分かる乗客を見つけると、水を得た魚のように次から次へとまくし立てた。日本風の混浴場が大のお気に入りで､ ボブ・ハンセンを供してビール片手に浴場通いをしていた。報道関係者の評判は悪く、宿舎やグラウンドでの単独取材には必ずギャラを要求していた。福岡で単独会見を申し込んだ週刊誌が5万円を支払ったのが最初で、以後も放送局、雑誌各社から取材申し込みがある度に56万円を要求。理由は「その金で、信仰する宗教の映画や教本を制作したい」であった。来日時はホテルの食事はルームサービスであったが、移籍後はレストランまで出向くなど倹約ぶりは相当なものであった。家庭生活でも恵まれず結婚と離婚を繰り返し、同時期に3番目の夫人がハワイの滝壺で転落死する不幸に見舞われているが、一度は嫌疑をかけられた。彼がクラウンを退団した頃には、期待を裏切る大物外国人が続出したこともあり「害人」という言葉が広まるようになった。1979年にはカリフォルニア・エンゼルスと契約してメジャーに復帰したが、再起を目指すも往年の力を見せることなかった。オリオールズとのアメリカンリーグチャンピオンシップシリーズには2度の代打出場を果たしたが、1シーズンで退団。1980年にメキシカンリーグのベラクルス・レッドイーグルスで1シーズンプレーし、現役を引退。
1996年にはカリフォルニア州に住む両親に対して、忍者姿で日本刀や手裏剣で「5000ドルを渡さない限り、彼らを殺害して家を焼き払う」と脅迫して現金を要求したとして逮捕された。事件後の両親の話では、本人は定職に就いておらず生活に困っていた。しばしば脅迫まがいのことをしていたようで、両親は「息子が立ち直るためにも」と保釈金は払わなかった。ドジャース関係者らを嘆かせ、1968年までGMを務めたB・バベージは「彼の三塁打（を打って走る姿）以上にエキサイティングなものはない。彼は殿堂入り出来る選手だった。だが、100万ドルの快足を持ちながら頭は10セントだった」と厳しすぎるコメントを残した。その後の消息は判然としなかったが、2010年3月9日、朝食を持ってきた隣人がデービスの遺体を発見し、ロサンゼルス郊外バーバンクの自宅で死去。満69歳没 。

## エピソード
- 奇行ぶりはメジャー在籍中からで、手に負えない、我がままといった評判があった。静かにしているかと思えば突如として奇声を上げて周囲の人間を面喰わせ、宗教的な発言もあって周囲からは変人扱いされた。1971年に前妻の勧めでアメリカ創価学会に入信してからはアウトロー的な言動は少なくなり、何か注意されると「アイムソーリー。これから気をつける」と素直に謝っていた[7]。
- 中日時代は妻と2人の子供をハワイに置く単身赴任生活で、南区戸部町にある三菱戸部マンションに暮らしていた。自室にはアメリカ本国から持参した日蓮聖人の額を掲げた祭壇をこしらえ、2本のろうそくまで立てた。毎朝6時半に起床して祭壇の前に正座して題目を唱えるのが日課で、試合を終えて帰宅すると再び題目を1時間も唱えた。デービスの思考や生活の根底には宗教哲学が基礎となっており、例えば「水は自然界にあって命の泉なんだ。青々とした樹木を見てくれ。木は水を得てこそ成長していく。人間も同じ。だから水は欠かせない」と食事の際には必ず4～5杯の水を摂取していた。一方で1日にタバコを20本ほど吸っていたが、記者が「運動選手にタバコは有害では」と問うと「あれは吸っていない。ただふかしているだけ。だから大丈夫なんだ」と随分都合のいい説も唱えていた[7]。
- 名古屋での夕食はホテルナゴヤキャッスルのレストランでと決まっていて、記者に理由を聞かれると、「あのレストランから外を眺めると目の前に美しい名古屋城がそびえているのが見える。ホテルの名前もキャッスル。キャッスルとキャッスル、そこで食事をするのが自然なんだよ」とよく分からない自説も強調していた[7]。
- 中前に落ちた安打を猛然と走って二塁打にしてしまうスピードで、浅い犠飛で三塁から生還した時は大股で僅か9歩であった。物凄いスライディングの迫力など本場のプレーを目の当たりにしたファンは驚いた反面、ハッスルし過ぎたのか何でもない平凡な飛球にフェンス際までバックし、慌てて前進するも捕球できず安打にしてしまうミスにも逆の意味でファンは驚かされた。出塁すると何やら野太い声で相手投手に怒鳴り続けながらリードを取った[7]。

## 詳細情報

### 年度別打撃成績
| 年 度     | 球 団     | 試 合 | 打 席 | 打 数 | 得 点 | 安 打 | 二 塁 打 | 三 塁 打 | 本 塁 打 | 塁 打 | 打 点 | 盗 塁 | 盗 塁 死 | 犠 打 | 犠 飛 | 四 球 | 敬 遠 | 死 球 | 三 振 | 併 殺 打 | 打 率 | 出 塁 率 | 長 打 率 | O P S |
| --------- | --------- | ----- | ----- | ----- | ----- | ----- | -------- | -------- | -------- | ----- | ----- | ----- | -------- | ----- | ----- | ----- | ----- | ----- | ----- | -------- | ----- | -------- | -------- | ----- |
| 1960      | LAD       | 22    | 94    | 88    | 12    | 28    | 6        | 1        | 2        | 42    | 10    | 3     | 5        | 2     | 0     | 4     | 2     | 0     | 12    | 1        | .318  | .348     | .477     | .825  |
| 1961      | LAD       | 128   | 380   | 339   | 56    | 86    | 19       | 6        | 12       | 153   | 45    | 12    | 5        | 6     | 3     | 27    | 4     | 5     | 46    | 5        | .254  | .316     | .451     | .767  |
| 1962      | LAD       | 157   | 666   | 600   | 103   | 171   | 18       | 10       | 21       | 272   | 85    | 32    | 7        | 10    | 8     | 42    | 10    | 6     | 72    | 14       | .285  | .334     | .453     | .787  |
| 1963      | LAD       | 156   | 555   | 515   | 60    | 126   | 19       | 8        | 9        | 188   | 60    | 25    | 11       | 6     | 6     | 25    | 6     | 3     | 61    | 9        | .245  | .281     | .365     | .646  |
| 1964      | LAD       | 157   | 652   | 613   | 91    | 180   | 23       | 7        | 12       | 253   | 77    | 42    | 13       | 10    | 6     | 22    | 1     | 1     | 59    | 4        | .294  | .316     | .413     | .729  |
| 1965      | LAD       | 142   | 595   | 558   | 52    | 133   | 24       | 3        | 10       | 193   | 57    | 25    | 9        | 9     | 7     | 14    | 3     | 7     | 81    | 7        | .238  | .263     | .346     | .609  |
| 1966      | LAD       | 153   | 653   | 624   | 74    | 177   | 31       | 6        | 11       | 253   | 61    | 21    | 10       | 5     | 5     | 15    | 2     | 4     | 68    | 4        | .284  | .302     | .405     | .708  |
| 1967      | LAD       | 143   | 610   | 569   | 65    | 146   | 27       | 9        | 6        | 209   | 41    | 20    | 6        | 6     | 3     | 29    | 5     | 3     | 65    | 8        | .257  | .295     | .367     | .662  |
| 1968      | LAD       | 160   | 686   | 643   | 86    | 161   | 24       | 10       | 7        | 226   | 31    | 36    | 10       | 7     | 4     | 31    | 4     | 1     | 88    | 3        | .250  | .284     | .351     | .636  |
| 1969      | LAD       | 129   | 540   | 498   | 66    | 155   | 23       | 8        | 11       | 227   | 59    | 24    | 10       | 0     | 5     | 33    | 5     | 4     | 39    | 11       | .311  | .356     | .456     | .811  |
| 1970      | LAD       | 146   | 637   | 593   | 92    | 181   | 23       | 16       | 8        | 260   | 93    | 38    | 14       | 8     | 6     | 29    | 2     | 1     | 54    | 6        | .305  | .335     | .438     | .774  |
| 1971      | LAD       | 158   | 672   | 641   | 84    | 198   | 33       | 10       | 10       | 281   | 74    | 20    | 8        | 3     | 5     | 23    | 3     | 0     | 47    | 17       | .309  | .330     | .438     | .769  |
| 1972      | LAD       | 149   | 654   | 615   | 81    | 178   | 22       | 7        | 19       | 271   | 79    | 20    | 3        | 4     | 7     | 27    | 4     | 1     | 61    | 9        | .289  | .317     | .441     | .758  |
| 1973      | LAD       | 152   | 641   | 599   | 82    | 171   | 29       | 9        | 16       | 266   | 77    | 17    | 5        | 1     | 7     | 29    | 12    | 5     | 62    | 7        | .285  | .320     | .444     | .764  |
| 1974      | MON       | 153   | 654   | 611   | 86    | 180   | 27       | 9        | 12       | 261   | 89    | 25    | 7        | 2     | 11    | 27    | 9     | 3     | 69    | 8        | .295  | .322     | .427     | .749  |
| 1975      | TEX       | 42    | 174   | 169   | 16    | 42    | 8        | 2        | 5        | 69    | 17    | 13    | 5        | 0     | 0     | 4     | 0     | 1     | 25    | 2        | .249  | .270     | .408     | .678  |
| 1975      | STL       | 98    | 376   | 350   | 41    | 102   | 9        | 6        | 6        | 151   | 50    | 10    | 1        | 0     | 8     | 14    | 1     | 4     | 27    | 5        | .291  | .319     | .431     | .750  |
| '75計     | STL       | 140   | 550   | 519   | 57    | 144   | 27       | 8        | 11       | 220   | 67    | 23    | 6        | 0     | 8     | 18    | 1     | 5     | 52    | 7        | .277  | .304     | .424     | .728  |
| 1976      | SD        | 141   | 522   | 493   | 61    | 132   | 18       | 10       | 5        | 185   | 46    | 14    | 2        | 3     | 5     | 19    | 2     | 2     | 34    | 6        | .268  | .295     | .375     | .670  |
| 1977      | 中日      | 72    | 302   | 288   | 47    | 88    | 13       | 2        | 25       | 180   | 63    | 10    | 3        | 1     | 1     | 10    | 1     | 2     | 18    | 6        | .306  | .332     | .625     | .957  |
| 1978      | クラウン  | 127   | 532   | 509   | 67    | 149   | 21       | 4        | 18       | 232   | 69    | 12    | 3        | 0     | 6     | 12    | 2     | 5     | 24    | 6        | .293  | .312     | .456     | .768  |
| 1979      | CAL       | 43    | 61    | 56    | 9     | 14    | 2        | 1        | 0        | 18    | 2     | 1     | 0        | 1     | 0     | 4     | 0     | 0     | 7     | 2        | .250  | .300     | .321     | .621  |
| MLB：18年 | MLB：18年 | 2429  | 9822  | 9174  | 1217  | 2561  | 395      | 138      | 182      | 3778  | 1053  | 398   | 131      | 83    | 96    | 418   | 75    | 51    | 977   | 128      | .279  | .311     | .412     | .723  |
| NPB：2年  | NPB：2年  | 199   | 834   | 797   | 114   | 237   | 34       | 6        | 43       | 412   | 132   | 22    | 6        | 1     | 7     | 22    | 3     | 7     | 42    | 12       | .297  | .319     | .517     | .836  |

- 各年度の太字はリーグ最高

### 表彰
MLB
- ゴールドグラブ賞（外野手部門）：3回（1971年 - 1973年）

NPB
- 月間MVP：1回（1977年7月）

### 記録
MLB
- MLBオールスターゲーム選出：2回（1971年、1973年）

NPB
- 初出場・初先発出場：1977年4月2日、対読売ジャイアンツ1回戦（後楽園球場）、3番・中堅手として先発出場
- 初安打：同上、4回表に堀内恒夫から単打
- 初打点：1977年4月3日、対読売ジャイアンツ3回戦（後楽園球場）、1回表にクライド・ライトから先制適時二塁打
- 初本塁打：1977年4月19日、対広島東洋カープ1回戦（岡山県野球場）、8回表に渡辺弘基から2ラン

### 背番号
- 26（1960年）
- 3（1961年 - 1973年、1975年 - 同年途中、1976年 - 1977年）
- 1（1974年）
- 5（1975年途中 - 同年終了）
- 8（1978年）
- 24（1979年）